# Enzo Catania
Enzo Catania (San Teodoro, 20 giugno 1940 – Milano, 24 gennaio 2024) è stato un giornalista e scrittore italiano.

## Biografia
Siciliano, si trasferì all'età di 21 anni a Milano, al Tempo illustrato, diventando inviato del quotidiano Il Giorno si è occupato di inchieste antimafia durante gli anni settanta e ottanta. All'inizio degli anni '80 divenne direttore responsabile dell'emittente lombarda Antenna 3 Lombardia conducendo la trasmissione "Parliamone stasera", un talk-show riguardante temi di stretta attualità e, per questo motivo, l'emittente premiata da TV Sorrisi e Canzoni con il Telegatto nel 1984. Nel 1995 divenne anche direttore del quotidiano Il Giorno, carica che mantenne fino al 1997. Successivamente si è calato nei panni dell'opinionista sportivo, partecipando spesso al Processo di Biscardi; tra il 1999 e il 2004 è stato opinionista dei programmi sportivi dell'emittente milanese Telelombardia (ritornò per circa 9 mesi tra il gennaio e l'ottobre del 2007). Ha scritto molti libri nell'ambito della cronaca nera e nell'ambito della cronaca sportiva.

## Opere
- Il chi è della nautica, Milano, Derby, 1970.
- L'industria della droga, con Piero Vigorelli, Venezia-Padova, Marsilio, 1973.
- La lunga mano della C.I.A, Milano, Fabbri, 1974.
- Le vie della droga, Milano, Fabbri, 1974.
- Mafia, Milano-London-Paris, Idea Edition, 1978.
- Basta morire d'eroina, Padova, Mastrogiacomo-Images 70, 1979.
- I riti dell'onore. Lo scoop che non scriverai mai, Padova, Mastrogiacomo-Images 70, 1981; Milano, La vita felice, 2007. ISBN 978-88-7799-198-0.
- La vita di Mata Hari. La spia fucilata per amore, Sesto San Giovanni, A. Peruzzo, 1985.
- La vita di Messalina. L'imperatrice romana dai piaceri sfrenati, Sesto San Giovanni, A. Peruzzo, 1985.
- La monaca di Monza, Sesto San Giovanni, A. Peruzzo, 1986.
- La vita di Cagliostro. Il geniale avventuriero dai mille misteri, Sesto San Giovanni, A. Peruzzo, 1986.
- La vita di Lucky Luciano. Il più famoso boss della droga, Sesto San Giovanni, A. Peruzzo, 1986.
- La vita di Salvatore Giuliano. L'imprendibile re di Montelepre, Sesto San Giovanni, A. Peruzzo, 1986.
- Il vento di Rimini. Diario di un congresso, Milano, Critica sociale nuova editrice, 1987. ISBN 88-7805-000-8.
- Primo sì. Diario di un impegno giovanile e di un successo, Milano, Critica sociale nuova editrice, 1987. ISBN 88-7805-001-6.
- I Martinitt. Milano tra cuore e storia. Monografia di documentazione storica, culturale e sociale, Milano, Consiglio degli orfanotrofi e del Pio albergo Trivulzio, 1988.
- Mondo 2000. Tecnologie per la città, a cura di e con Mario Zoppelli, Milano, Franco Angeli, 1988. ISBN 88-204-2823-7.
- Ustica. Un giallo nel cielo, Milano, Longanesi, 1988. ISBN 88-304-0797-6.
- Sono innocente, Milano, Longanesi, 1990. ISBN 88-304-0952-9.
- Mafia. La vera storia della piovra dalle origini a oggi, Milano, A. Peruzzo, 1990.
- Mafiastory. Il romanzo nero di Cosa Nostra, Milano, Il Giorno, 1993.
- Totò Riina. Storie segrete, odii e amori del dittatore di Cosa Nostra, con Salvo Sottile, Milano, Liber, 1993. ISBN 88-8004-008-1.
- Il mistero di Ylenia, con Mario Celi, Pavia, Liber Internazionale, 1994. ISBN 88-8004-018-9.
- Il Fenomeno. Un romanzo chiamato Ronaldo, Chiassa Superiore, Limina, 1997. ISBN 88-86713-25-8.
- Il biondo e la rossa. Un romanzo chiamato Schumacher, Chiassa Superiore, Limina, 1998. ISBN 88-86713-37-1.
- Toccato da Dio. Le sette vite di Roberto Baggio, Chiassa Superiore, Limina, 1998. ISBN 88-86713-40-1; 2001. ISBN 88-86713-76-2.
- I moschettieri dell'Arno. Romanzo di una sfida nel segno del Trap, Chiassa Superiore, Limina, 1999. ISBN 88-86713-51-7.
- Rapiti. Un dossier esplosivo sull'inferno dei vivi, Venezia, Marsilio, 1999. ISBN 88-317-7178-7.
- L'avventura di Luna rossa. Una sfida ai confini del mondo, Chiassa Superiore, Limina, 2000. ISBN 88-86713-63-0.
- Re di Roma. Un romanzo chiamato Batistuta, Arezzo, Limina, 2000. ISBN 88-86713-48-7.
- Senza voce. Gli angosciosi silenzi dell'infanzia tradita, Venezia, Marsilio, 2000. ISBN 88-317-7445-X.
- Il diavolo dell'Est. Un romanzo chiamato Shevchenko, Roma-Arezzo, Rai-Eri-Limina, 2001. ISBN 88-86713-80-0; 2004. ISBN 88-88551-38-7.
- Vivere a tutti i costi? Eutanasia, dilemma del terzo millennio, Venezia, Marsilio, 2001. ISBN 88-317-7711-4.
- Romanzo di un amore tradito, Arezzo, Limina, 2002. ISBN 88-86713-84-3.
- Bettino Craxi. Una storia tutta italiana, Novara, Boroli, 2003. ISBN 88-7493-017-8; 2005. ISBN 88-7493-052-6.
- Faccia a faccia con padre Ferlauto. Nel cuore dell'oasi di Troina, Troina, Città aperta, 2004. ISBN 88-8137-183-9.
- I delitti dell'estate, Torino, Utet libreria, 2005. ISBN 88-7750-990-2.
- Dalla mano nera a Cosa Nostra. L'origine di tutte le mafie e delle organizzazioni criminali, Novara, Boroli, 2006. ISBN 88-7493-081-X.
- San Teodoro perla dei Nebrodi. Una storia d'autore dalle origini a oggi, con la collaborazione di Giorgio Lipari, Origgio, Agar, 2006. ISBN 88-89079-16-9.
- Giallo Pasolini, Origgio, Agar, 2007. ISBN 88-89079-21-5.
- I Martinitt. La Milano cuore in mano dall'epoca degli Sforza a quella dei Rizzoli, Bianchi e Del Vecchio, Milano, Booktime, 2007. ISBN 978-88-6218-105-1.
- Thriller di Sicilia. Ventuno storie misteriose dove la mafia non è protagonista, Milano, Boroli, 2007. ISBN 88-7493-102-6.
- Tutto il marcio minuto per minuto. Il romanzo nero del calcio italiano dal 1896 a oggi, con Mario Celi, Casale Monferrato, Piemme, 2007. ISBN 978-88-384-8944-0.
- C'è solo l'Inter. Cento anni di tormento ed estasi, Casale Monferrato, Piemme, 2008. ISBN 978-88-384-8629-6.
- Il caso Raciti. La tragedia di un uomo che il 2 febbraio 2007 portò il calcio sull'orlo del baratro indignando e ammutolendo gli sportivi veri di Catania e di un Paese civile, Catania, A.Car, 2008. ISBN 978-88-89079-61-4.
- L'infanzia tradita. In famiglia, a scuola, sul lavoro, Milano, Booktime, 2008. ISBN 978-88-6218-118-1.
- Il morso del cobra reale, Milano, Booktime, 2008. ISBN 978-88-6218-138-9.
- Minchia che Palermo! Romanzo di un amore rosanero, Arezzo, Lìmina, 2011. ISBN 978-88-6041-122-8.
- Salvatore Giuliano. Capostipite dei misteri d'Italia, Reggio Emilia, Aliberti, 2011. ISBN 978-88-7424-772-1.